# Oasis de Moghra
El oasis de Moghra es un oasis deshabitado en la parte noreste de la depresión de Qattara en el desierto occidental de Egipto. Tiene un lago de 4 km² (1,5 mi²) que contiene agua salobre, marismas y un pantano con juncos.

## Geografía
La depresión de Qattara está a unos 133 metros (436,4 pies) por debajo del nivel del mar y tiene forma de lágrima, con Moghra en su esquina noreste. El suelo de la depresión está formado por marismas y lechos de lagos secos que se inundan ocasionalmente y también hay grandes áreas de arena arrastrada por el viento. El oasis de Moghra consta de un lago de 4 km² (1,5 mi²) que contiene agua salobre a unos 38 metros (124,7 pies) por debajo del nivel del mar. Junto a él hay marismas salinas y algunos pantanos de Phragmites. Al sur y al oeste hay dunas de arena cerca del lago y extensas capas de arena más allá.

## Geología
El agua sube a la superficie desde un acuífero en la arenisca nubia, pero su fuente precisa no está clara ya que el sistema acuífero se encuentra a grandes profundidades en esta área. Justo al norte del oasis hay un acantilado que da nombre a la formación Moghra, una gruesa capa de rocas sedimentarias clásticas con algunas capas menores de carbonatos. Esta formación contiene fósiles de vertebrados y plantas; los grandes mamíferos que se encuentran aquí incluyen Megistotherium, Hyaenodonta y Hyaenaelurus. Es probable que estos depósitos fluviales provengan de un sistema fluvial que desemboca en el delta del Nilo en el oasis de Moghra.

## Ecología
Al sur del lago, la marisma se fusiona gradualmente en llanuras salinas en gran parte desprovistas de vegetación. Hay tres especies principales en esta comunidad vegetal, cada una dominando su propia zona concéntrica; Zygophyllum album, Nitraria retusa y Tamarix nilotica. Las variables más importantes que afectan la distribución y estructura de las comunidades son el contenido de humedad del suelo y su salinidad.
En la zona exterior, donde la salinidad es baja y la superficie es friable, se encuentran pequeñas plantas dispersas de Zygophyllum album. En la parte más interna de esta zona las plantas son más grandes y más pobladas y en ocasiones forman montículos. Aquí están asociados con T. nilotica, Alhagi maurorum y N. retusa. La siguiente zona está dominada por N. retusa, que muestra una amplia gama de tolerancias a las condiciones de humedad y salinidad. Entre las dunas de arena forma montículos y juega un papel importante en la estabilización de las dunas. En los márgenes exteriores de la zona se asocia con Z. album y T. nilotica mientras que en los márgenes interiores, donde el nivel freático es alto pero el suelo tiene un nivel de salinidad bajo, la comunidad incluye Phragmites australis, Juncus rigidus, Sporobolus spicatus y Z. album . El área dominada por T. nilotica forma una comunidad de matorrales en los márgenes exteriores de la zona de dunas que rodean las salinas, donde se asocia con A. maurorum, Cressa cretica, N. retusa y Z album. Hay algunas arboledas abandonadas de palmeras datileras en las zonas arenosas.